# Myrioneuron nutans
Myrioneuron nutans là một loài thực vật có hoa trong họ Thiến thảo. Loài này được Wall. ex Hook.f. mô tả khoa học đầu tiên năm 1880.